# Joan Pelegrí i Valls
Joan Pelegrí i Valls (Sant Feliu de Llobregat, Baix Llobregat, 27 de juliol de 1927 - 28 de novembre de 1991) fou un sacerdot català.
Va estudiar al Seminari Conciliar de Barcelona, es va llicenciar en Teologia i doctorar en Filosofia a la Pontificia Universitat Gregoriana de Roma. Fou nomenat professor de Filosofia del Seminari l'any 1960, i el 1962 d'Història de la Filosofia, també al Seminari. A partir del curs 1967-1968 fou el primer professor d'Història de la Filosofia de la Facultat de Teologia de Catalunya. Des del 1961 i fins a la seva mort fou superior del Seminari Conciliar de Barcelona, i des de l 1963 fou el capellà de la comunitat i del col·legi de les Religioses Filles del Bon Salvador de Sant Feliu de Llobregat.

## Obres
- Pelegrí Valls, Joan. La Ontología y la ontología fundamental en Martín Heidegger : Disertación doctoral (en castellà).  Roma: Pontificia Universidad Gregoriana, 1960. OCLC 1044509836.
- Pelegrí i Valls, Joan. El Problema de Dios en el filosofar de Martin Heidegger : lección inaugural del curso académico 1969-1970 (en castellà).  Barcelona: Facultat de Teologia de Barcelona, 1969. OCLC 802463717.
- Pelegrí Valls, Joan. Martin Heidegger. Interpretaciones de su filosofar y su bibliografia puesta al dia (en castellà).  Barcelona: Balmesiana : Facultat de Teologia de Catalunya, 1969. OCLC 1043374682.